# Tallahassee
Tallahassee es la capital del estado de Florida, en Estados Unidos. Ubicada en el condado de León, en el Censo de 2010 tenía una población de 181 376 habitantes y una densidad poblacional de 676,92 personas por km².
Tallahassee es sede de la Universidad Estatal de Florida y de la Florida A&M University. También es el centro regional para comercio y agricultura. La ciudad cuenta con el Aeropuerto Internacional de Tallahassee.

## Historia
El nombre "Tallahassee" es una palabra de la lengua amerindia muskogueana que significa "viejos campos," o "pueblo viejo." Muy probablemente se refería al poblado seminola ubicado cerca del río en donde anteriormente vivían miembros de la tribu apalache que se dedicaban al cultivo con bastante éxito. En la región se instaló la Misión de San Luis de Apalache que surtía de productos agrícola a la colonia española de San Agustín. La misión ha sido reconstruida como parte de acervo histórico de la región.
En noviembre de 1817, durante la primera guerra semínola, el asentamiento indio fue quemado y destruido por Andrew Jackson.
En 1821 Florida fue cedida por España a Estados Unidos y se estableció un gobierno territorial, pero debido a lo impráctico de alternar la sede del gobierno entre San Agustín y Pensacola, las dos ciudades más grandes del territorio, el gobernador territorial William Pope Duval nombró una comisión para establecer un punto más céntrico para la sede del gobierno. La comisión escogió el antiguo asentamiento amerindio de Tallahassee (a mitad de camino entre las dos ciudades), en parte gracias a la belleza del lugar y sus cascadas. En 1845, Florida se convirtió en estado con Tallahassee como capital.
Durante la guerra de Secesión, Tallahassee fue la única capital de estado que no fue tomada por las fuerzas de la unión.

## Geografía
Tallahassee se encuentra ubicada en las coordenadas 30°27′18″N 84°15′12″O / 30.45500, -84.25333, en la región conocida como mango de Florida. Según la Oficina del Censo de los Estados Unidos, Tallahassee tiene una superficie total de 267.94 km², de la cual 259.64 km² corresponden a tierra firme y (3.1 %) 8.31 km² es agua.

### Clima
| Parámetros climáticos promedio de Aeropuerto Internacional de Tallahassee, Florida (normales 1991–2020, extremos 1892–presente) | Parámetros climáticos promedio de Aeropuerto Internacional de Tallahassee, Florida (normales 1991–2020, extremos 1892–presente) | Parámetros climáticos promedio de Aeropuerto Internacional de Tallahassee, Florida (normales 1991–2020, extremos 1892–presente) | Parámetros climáticos promedio de Aeropuerto Internacional de Tallahassee, Florida (normales 1991–2020, extremos 1892–presente) | Parámetros climáticos promedio de Aeropuerto Internacional de Tallahassee, Florida (normales 1991–2020, extremos 1892–presente) | Parámetros climáticos promedio de Aeropuerto Internacional de Tallahassee, Florida (normales 1991–2020, extremos 1892–presente) | Parámetros climáticos promedio de Aeropuerto Internacional de Tallahassee, Florida (normales 1991–2020, extremos 1892–presente) | Parámetros climáticos promedio de Aeropuerto Internacional de Tallahassee, Florida (normales 1991–2020, extremos 1892–presente) | Parámetros climáticos promedio de Aeropuerto Internacional de Tallahassee, Florida (normales 1991–2020, extremos 1892–presente) | Parámetros climáticos promedio de Aeropuerto Internacional de Tallahassee, Florida (normales 1991–2020, extremos 1892–presente) | Parámetros climáticos promedio de Aeropuerto Internacional de Tallahassee, Florida (normales 1991–2020, extremos 1892–presente) | Parámetros climáticos promedio de Aeropuerto Internacional de Tallahassee, Florida (normales 1991–2020, extremos 1892–presente) | Parámetros climáticos promedio de Aeropuerto Internacional de Tallahassee, Florida (normales 1991–2020, extremos 1892–presente) | Parámetros climáticos promedio de Aeropuerto Internacional de Tallahassee, Florida (normales 1991–2020, extremos 1892–presente) |
| Mes | Ene. | Feb. | Mar. | Abr. | May. | Jun. | Jul. | Ago. | Sep. | Oct. | Nov. | Dic. | Anual |
| --- | --- | --- | --- | --- | --- | --- | --- | --- | --- | --- | --- | --- | --- |
| Temp. máx. abs. (°C) | 28.9 | 31.7 | 32.8 | 35 | 38.9 | 40.6 | 40 | 39.4 | 38.9 | 36.1 | 31.7 | 28.9 | 40.6 |
| Temp. máx. media (°C) | 17.6 | 19.9 | 23.4 | 27.1 | 31.2 | 33.4 | 34 | 33.5 | 32.4 | 28.3 | 22.7 | 18.9 | 26.9 |
| Temp. media (°C) | 10.6 | 12.4 | 15.6 | 19.2 | 23.8 | 27.3 | 28.3 | 27.9 | 26.4 | 21.2 | 15.3 | 11.9 | 20 |
| Temp. mín. media (°C) | 3.5 | 4.9 | 7.7 | 11.4 | 16.4 | 21.3 | 22.6 | 22.3 | 20.4 | 14.1 | 7.9 | 4.9 | 13.1 |
| Temp. mín. abs. (°C) | -14.4 | -18.9 | -6.7 | -1.7 | 1.1 | 7.8 | 13.9 | 13.9 | 4.4 | -1.7 | -10.6 | -12.2 | -18.9 |
| Precipitación total (mm) | 114.6 | 113 | 129.8 | 95.8 | 83.3 | 206 | 179.6 | 194.3 | 134.1 | 82.3 | 77 | 109.7 | 1519.4 |
| Nevadas (cm) | 0 | 0 | 0 | 0 | 0 | 0 | 0 | 0 | 0 | 0 | 0 | 0 | 0 |
| Días de precipitaciones (≥ 0.2 mm)                                                                                              | 8.7 | 9.0 | 7.4 | 7.2 | 7.2 | 13.6 | 16.7 | 16.1 | 9.2 | 6.1 | 6.7 | 9.0 | 116.9 |
| Días de nevadas (≥ 0.2 cm) | 0.1 | 0.0 | 0.0 | 0.0 | 0.0 | 0.0 | 0.0 | 0.0 | 0.0 | 0.0 | 0.0 | 0.0 | 0.1 |
| Fuente: NOAA | | | | | | | | | | | | | |

## Demografía

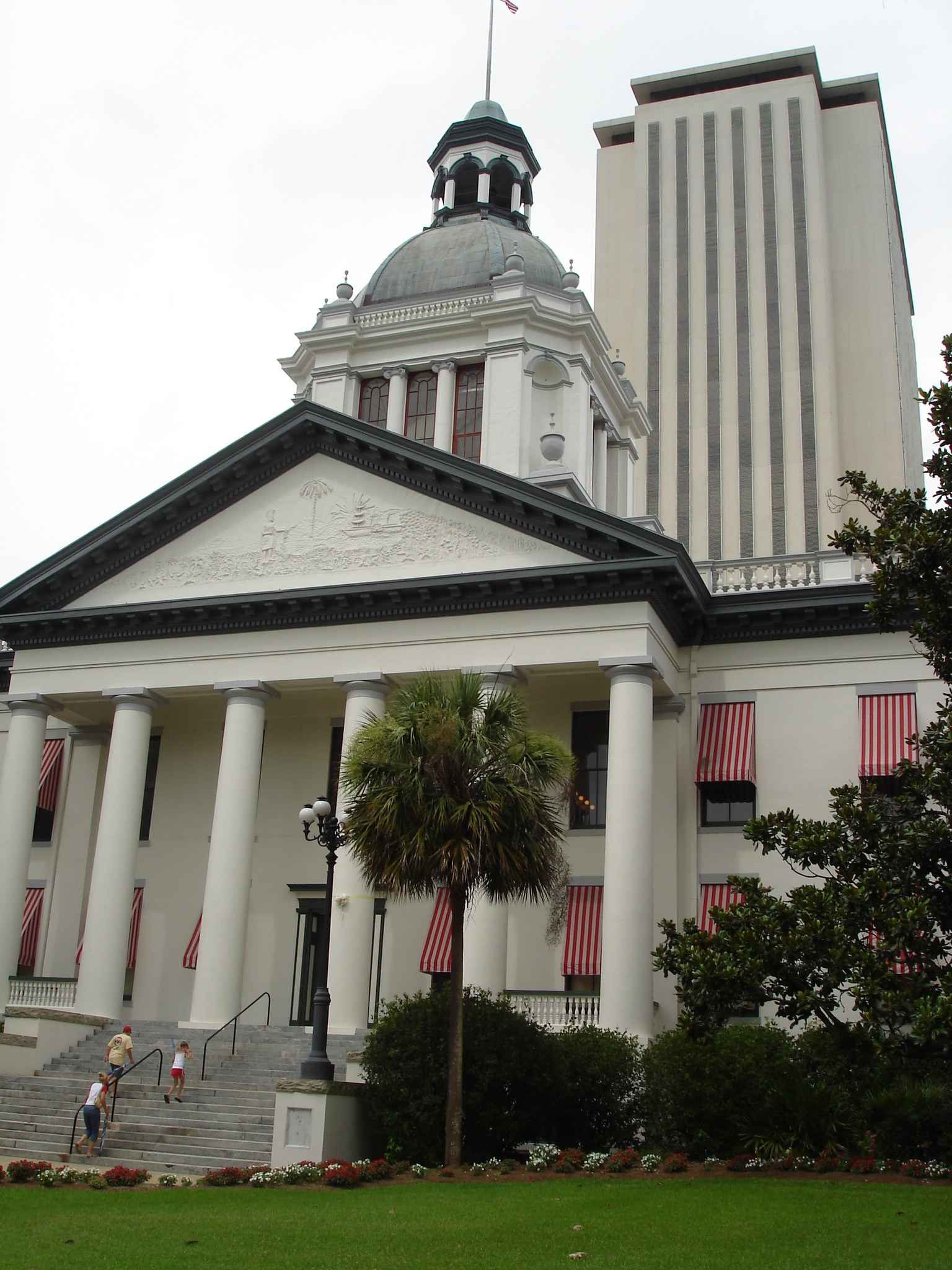
Capitolio de Tallahassee.

Según el censo de 2010, había 181.376 personas residiendo en Tallahassee. La densidad de población era de 676,92 hab./km². De los 181 376 habitantes, Tallahassee estaba compuesto por el 57.43 % blancos, el 35 % eran afroamericanos, el 0.24 % eran amerindios, el 3.67 % eran asiáticos, el 0.06 % eran isleños del Pacífico, el 1.3 % eran de otras razas y el 2.3 % pertenecían a dos o más razas. Del total de la población el 6.26 % eran hispanos o latinos de cualquier raza.

## Monumentos y lugares de interés
- Alfred B. Maclay State Gardens
- Young actors theatre
- Shell Point Beach
- Dab Museum